# Automotor

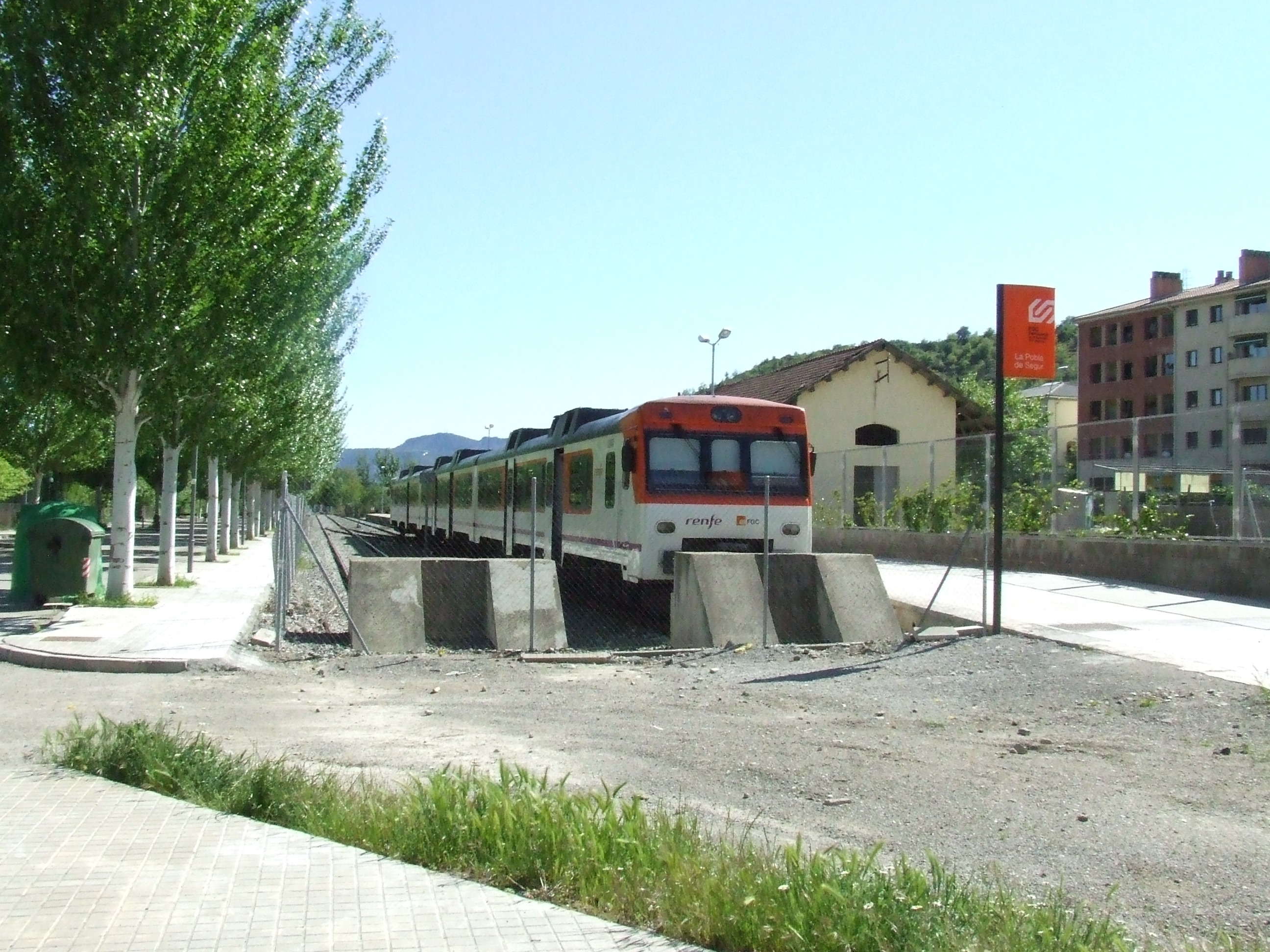
Testera (596) estacionada a La Pobla de Segur

Un automotor ferroviari és un vehicle ferroviari lleuger de tracció autònoma, és a dir que no necessita ajuda d'una màquina o vehicle de tracció extern. Per aquesta raó, l'element motor és indissociable de la funció de transport de càrrega útil (generalment passatgers, ocasionalment paquetatge). Modernament s'acostumen a pre-configurar unitats ferroviàries amb un automotor i diversos vagons units, amb una cabina a la part posterior del tren per permetre'n la circulació reversible; de vegades, hom uneix dos o més conjunts d'aquestes unitats ferroviàries, amb un únic comandament centralitzat.
Aquest tipus de composició ferroviària havia estat associada tradicionalment a línies de metro i de tren de rodalia, però el seu ús s'estengué a línies de mitjana distància i, modernament, als trens de gran velocitat.

## Estructura bàsica
Un automotor, com que no necessita màquina, sempre ha de presentar la mateixa estructura:
- Un vagó mixt entre cabina de conducció i espai de càrrega i vagons íntegrament de càrrega (usualment passatgers).
- En força casos el darrer vagó del tren és també mixt, i du una cabina de conducció.
- Si bé originalment la tracció es produïa a l'automotor, la tendència actual és a distribuir els elements de tracció en la totalitat d'unitats agrupades.

### Automotors amb motor Dièsel
Els motors amb motor dièsel tenen una complexitat superior, que requereix ventiladors i altra maquinària auxiliar. En aquests casos, hom acostuma a distribuir-la en els vagons. En pot ser un exemple la locomotora RENFE 596.

### Automotors amb motor elèctric
Els automotors amb alimentació elèctrica poden prendre el corrent des de la catenària (hi ha altres fórmules d'alimentació). Per fer-ho utilitzen el pantògraf, que pot ésser a la part davantera de la composició a sobre de la cabina de conducció o bé al mig de la composició, a un dels vagons de càrrega.

## Els automotors a Catalunya

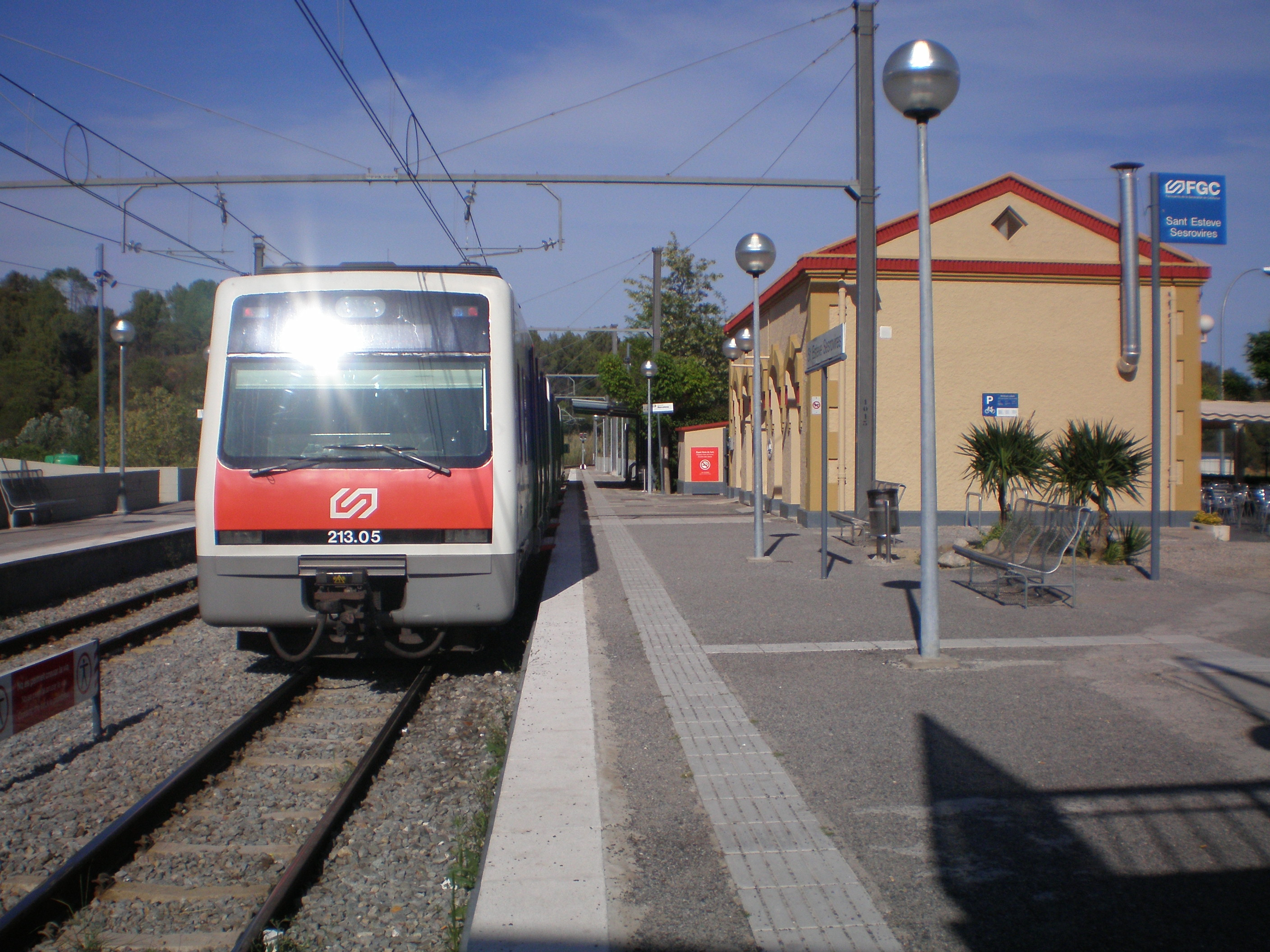
Automotor 213.05 per al transport de passatgers

Els automotors són relativament corrents en el món ferroviari. A Catalunya són emprats a les línies de passatgers de FGC, en el Metro de Barcelona, a les de Rodalies de Catalunya, al Tren groc de la Cerdanya i a la línia de menor ús que va de Lleida a la Pobla de Segur. En aquesta darrera, els automotors dièsel -anomenats testeres- són unitats 596 logotipades amb els noms de RENFE i FGC

### Cremalleres de Montserrat i Núria

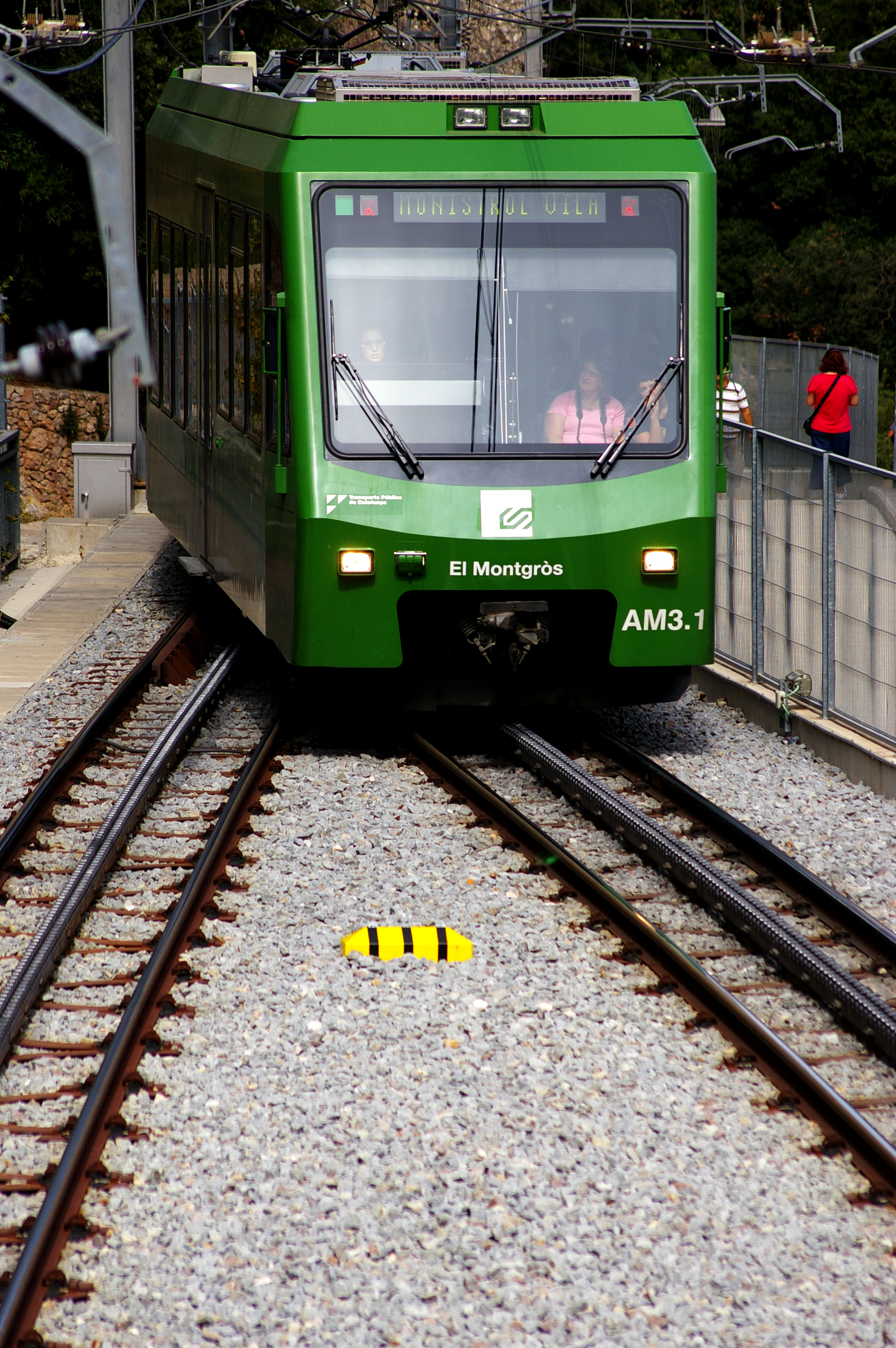
L'automotor El Montgròs en procés d'entrada a l'estació del Monestir de Montserrat

Els cremalleres de Montserrat i Núria operen quasi exclusivament amb automotors fabricats a alemanya per l'empresa Stadlerrail, concretament els models GTW Beh 2/6 articulated EMUs amb sistema de tracció Abt Bilaminar. Les característiques d'aquestes unitats, però, fan que el pantògraf se situï en un compartiment especial, al mig de cada comboi i que està compartit amb la roda dentada. Aixímateix, tampoc no tenen vagons exclusivament de passatgers, perquè les composicions sempre són de dos vagons mixtos (amb cabina de conducció) i el compartiment especial pel pantògraf.